# Bank of Shanghai Headquarters

Bank of Shanghai Headquarters (en chino tradicional, 上海銀行大廈; en chino simplificado, 上海银行大厦; pinyin, Shànghǎi Yínháng Dàshà) es un rascacielos de 46 plantas situado en Pudong, Shanghái, que fue completado en 2005. Fue diseñado por Kenzo Tange Associates.

## En la cultura popular
Fue uno de los tres edificios parte de la grabación de Misión imposible 3 protagonizada por Tom Cruise.